# Michaił Tyczyna
Michaił Alaksandrawicz Tyczyna (biał. Міхаіл Аляксандравіч Тычына, ros. Михаил Александрович Тычина, Michaił Aleksandrowicz Tyczina; ur. 10 lutego 1943 w Leninskim w rejonie ałdańskim, zm. 7 listopada 2022) – białoruski pisarz, poeta, krytyk i literaturoznawca; kandydat nauk filologicznych (odpowiednik polskiego stopnia doktora).

## Życiorys
Urodził się 10 lutego 1943 roku w osiedlu Leninskij, w rejonie ałdańskim Jakuckiej ASRR, w Rosyjskiej FSRR, ZSRR, w rodzinie zesłańca. W 1947 roku wraz z rodzicami przeprowadził się w ich ojczyste rejony, do wsi Zawałoczyce w rejonie hłuskim Białoruskiej SRR. W 1964 roku ukończył studia na Wydziale Filologii Brzeskiego Instytutu Pedagogicznego im. A.S. Puszkina. Przez pewien czas pracował jako nauczyciel w okolicach Pińska. W latach 1964–1965 odbył służbę wojskową w szeregach Armii Radzieckiej. W 1970 roku ukończył aspiranturę w Instytucie Literatury im. Janki Kupały Akademii Nauk Białoruskiej SRR. Uzyskał stopień kandydata nauk filologicznych (odpowiednik polskiego stopnia doktora). Pracuje w Instytucie Literatury jako starszy pracownik naukowy.
W 1963 roku została opublikowana jego pierwsza twórczość literacka. Były to wiersze, które ukazały się na łamach brzeskiej gazety obwodowej „Zaria”. Od 1969 roku publikuje jako krytyk i literaturoznawca. W 1976 roku został członkiem Związku Pisarzy ZSRR, a w 1989 roku – białoruskiego PEN-Centrum. Wchodzi w skład Związku Pisarzy Białoruskich.

## Prace
Michaił Tyczyna napisał kilka książek z prozą oraz monografii z zakresu literaturoznawsta. Jest również jednym z autorów Istorii biełorusskoj sowietskoj litieratury z 1997 roku, czterotomowej Historyi biełaruskaj litaratury XX st. wydawanej w latach 2001–2003, a także dwutomowej kompilacji Biełaruskaja litaratura i swiet: Ad epochi ramantyzmu da naszych dzioń: papularnyja narysy z 2006 roku. Do jego głównych prac należą:
- Kuźma Czorny: Ewalucyja mastackaha myslennia (Mińsk, 1973);
- Dażynki: Apowiesć i apawiadanni (Mińsk, 1979);
- Zmiena kwadry (Mińsk, 1983);
- Wiartanie: Apowiesć pra Kuźmu Czornaha (Mińsk, 1984);
- Narod i wojna (Mińsk, 1985);
- Czas prozy (Mińsk, 1988).

## Życie prywatne
Michaił Tyczyna jest żonaty, ma córkę.